# Морозова, Анна Афанасьевна
А́нна Афана́сьевна Моро́зова (23 мая 1921, дер. Поляны Мосальский уезд, Калужская губерния, РСФСР — 31 декабря 1944, Нова-Весь, гмина Семёнтково, Журоминский повят, Польская Республика) — советская разведчица, руководитель интернациональной подпольной организации, радист в годы Великой Отечественной войны. Герой Советского Союза (8 мая 1965 года, посмертно).

## Биография
Анна Морозова родилась 23 мая 1921 года в деревне Поляны Мосальского уезда Калужской губернии. Отец — Афанасий Калистратович Морозов, портной. Мать — Евдокия Федотовна Морозова, домохозяйка. У родителей было пятеро детей, старшей из которых была Аня.
Позже она переехала с семьёй в город Брянск, затем — в посёлок Сеща Ду́бровского района Брянской области. Окончила восемь классов сещинской средней школы, где вступила в ряды ВЛКСМ. После окончания курсов бухгалтеров работала по специальности в авиационной воинской части, базирующейся на местном военном аэродроме.
9 августа 1941 года, во время Великой Отечественной войны, войска нацистской Германии захватили посёлки Дубровка и Сеща. После немецко-фашистской оккупации на сещинском аэродроме, где до войны базировалась советская 9-я тяжелобомбардировочная авиационная бригада, обосновалась крупная авиабаза 2-го воздушного флота Военно-воздушных сил Третьего рейха, насчитывающая до трёхсот немецких бомбардировщиков, наносивших бомбовые удары по Москве и другим советским городам. Органы советской разведки крайне нуждались в точных сведениях об этом засекреченном немцами стратегически важном военном объекте вражеской авиации. С целью получения таких разведывательных данных на Брянщине начали создаваться подпольные организации.
Вернувшись после фашистских бомбардировок в оккупированную Сещу, Анна, оставшись без дома и родных, устроилась прачкой на немецкую военную авиабазу, где постепенно нашла своих довоенных подруг и привлекла их к работе в организованной ею подпольной группе.
С весны 1942 года по сентябрь 1943 года Морозова, под позывным «Резеда», руководила интернациональной (советско-польско-чехословацкой) подпольной организацией в посёлке Сеща в составе 1-й Клетнянской партизанской бригады. Добывала ценные сведения о силах противника, организовывала диверсии по взрыву самолётов и выводу из строя другой военной техники врага. Командование 1-й Клетнянской партизанской бригады позже оценило значение сещинского подполья так: «К апрелю 1942 года Сещинская группа превратилась в интернациональное подполье, так как в него вошли, кроме советских граждан, поляки, чехи и один румын. Подпольщики Сещи, кроме разведданных, присылаемых почти ежедневно в бригаду, проводили большую диверсионную работу. Получив из бригады магнитные мины, они заминировали и взорвали двадцать самолётов, шесть железнодорожных эшелонов, два склада с боеприпасами». С течением времени эти цифры уточнялись и увеличивались, становились известными другие подвиги сещинских интернациональных подпольщиков.
На основании разведывательных данных Анны Морозовой и её группы 17 июня 1942 года партизаны разгромили гарнизон вражеской авиационной базы в селе Сергеевка, уничтожив двести человек лётного состава люфтваффе и тридцать восемь автомашин. По некоторым данным, группа Морозовой взорвала самолёт оберст-лейтенанта Вальтера Левесса-Лицманна.
После освобождения Красной армией в сентябре 1943 года посёлка Сеща в ходе операции по освобождению территории Брянской области от немецко-фашистских захватчиков сещинское интернациональное подполье завершило свою работу, а Анну Морозову вызвали в штаб 10-й армии ВС СССР для вручения ей медали «За отвагу», после чего она вступила в ряды Красной армии. В июне 1944 года окончила курсы радистов в разведшколе Разведывательного управления Генерального штаба Красной армии. Как боец диверсионно-разведывательной группы «Джек» разведывательного отдела штаба 10-й армии ВС СССР была заброшена на территорию Восточной Пруссии под позывным «Лебедь». Хорошо налаженная немецкая система оповещения и невозможность долго скрываться в окультуренных прусских лесопосадках вели к гибели многочисленных советских разведгрупп, забрасываемых для разведки системы немецких укреплений (в частности, линии резервных немецких долговременных укреплений «Ильменхорст», протянувшейся от литовской границы на севере до Мазурских болот на юге: Тильзит — Рагнит — Гумбиннен — Гольдап — Ангербург — Норденбург — Алленбург — Велау).

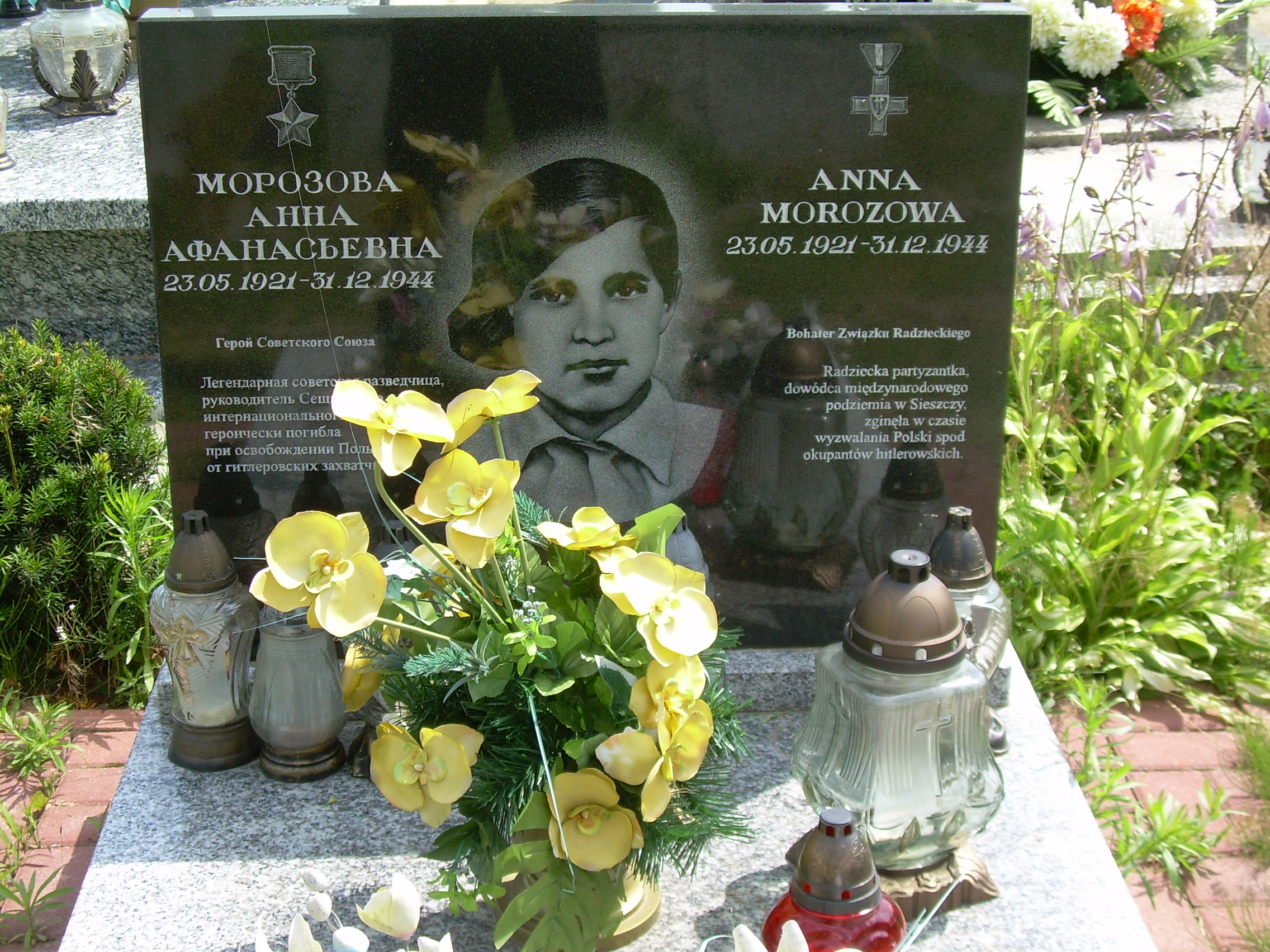
Могила Анны Морозовой в польском селе Градзаново-Косьцельне.

С конца 1944 года Анна Морозова состояла в объединённом советско-польском партизанском отряде. Неся потери, группа «Джек» перешла на оккупированную немцами польскую территорию. 31 декабря 1944 года, выходя в расположение советских войск, в бою на хуторе Нова-Весь (гмина Семёнтково) разведчица попала в окружение, получила тяжёлое ранение (пуля раздробила запястье левой руки), отстреливалась до последнего патрона и, чтобы не попасть в плен, подорвала себя и двух приближавшихся к ней эсэсовцев последней гранатой. Место гибели Анны Морозовой находится на опушке леса между деревнями Сицяж и Дзечево.
Географические координаты: 52°55′29″ с. ш. 20°01′21″ в. д..
Похоронена в польском местечке Градзаново-Косьцельне, в 34 км от города Млава.

## Награды

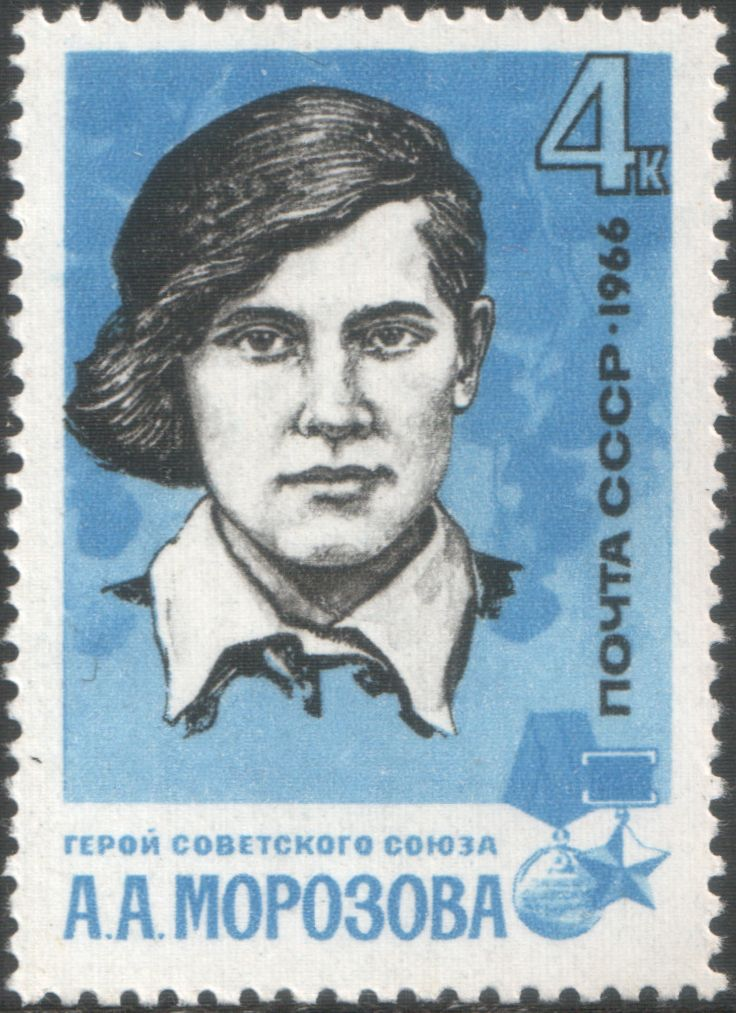
Почтовая марка СССР.
«Герой Советского Союза
А. А. Морозова. 1966 год».

- Герой Советского Союза (8.05.1965), звание присвоено участнице Сещинской подпольной организации (Брянская область) Морозовой Анне Афанасьевне (посмертно) указом Президиума Верховного Совета СССР от 8 мая 1965 года — «за особые заслуги, мужество и героизм, проявленные в борьбе с немецко-фашистскими захватчиками в период Великой Отечественной войны 1941–1945 гг.»[2].
- Орден Ленина (8.05.1965, посмертно).
- Орден Красной Звезды
- Медаль «За отвагу» (12.01.1943)[9]
- Орден «Крест Грюнвальда» II степени (Польша).

## Память

Памятник советско-польско-чехословацкому подполью в посёлке Сеща Дубровского района Брянской области.

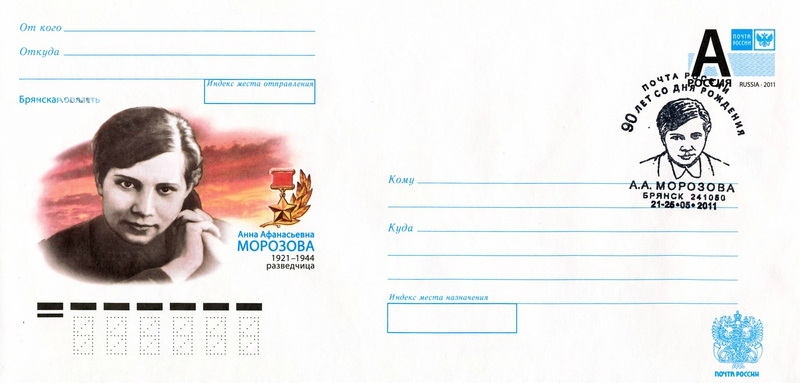
А. А. Морозова на конверте «Почты России» (май 2011 года).

- В 1966 году «Почта СССР» выпустила почтовую марку в честь Героя Советского Союза Анны Афанасьевны Морозовой.
- В центре посёлка Сеща Дубровского района Брянской области 17 сентября 1968 года воздвигнут памятник членам интернационального подполья (работы брянских архитектора Юрия Тарабрина и скульптора Нины Козловой) — Константину Поварову, Анне Морозовой, Яну Маньковскому[3].
- В парке Победы города Мосальска Калужской области установлен бюст Анны Морозовой.
- Именем Анны Морозовой названы улицы в городах Брянске и Жуковке, посёлке городского типа Ду́бровке Брянской области, городе Мосальске Калужской области.
- В московской средней школе № 710 создан музей, посвящённый Анне Морозовой.
- В Долговской средней школе Мосальского района Калужской области установлен бюст Анны Морозовой.
- В мае 2011 года в честь 90-летия со дня рождения Анны Морозовой «Почтой России» выпущена партия почтовых конвертов с её изображением.

### В кинематографе

#### «Вызываем огонь на себя» (1965)
В 1959 году бывший советский разведчик Овидий Горчаков опубликовал статью в «Комсомольской правде», а в 1960 году вышла написанная им в соавторстве с польским писателем Янушем Пшимановским повесть «Вызываем огонь на себя», посвящённая подвигу Анны Морозовой и её группы.
В 1963 году режиссёр Сергей Колосов по материалам повести создал радиоспектакль. Постановка, в которой также были задействованы реальные участники событий войны, вызвала широкой отклик слушателей, создатели получили много писем, после чего Колосов решил взяться за фильм.
Премьерный показ первого советского телесериала (4 серии) «Вызываем огонь на себя» режиссёра Сергея Колосова с Людмилой Касаткиной в главной роли начался 18 февраля 1965 года по первой программе Центрального телевидения. В фильме показаны реальные события вокруг военного аэродрома в Сеще. После всесоюзной телевизионной трансляции картины ветераны Великой Отечественной войны и общественные организации обратились к руководству СССР с предложением присвоить Анне Морозовой звание Героя Советского Союза.

#### «Парашюты на деревьях» (1973)
В 1973 году по документальной книге бойца разведгруппы «Джек» Н. Ф. Ридевского режиссёром Иосифом Шульманом снят одноимённый советский телевизионный художественный фильм «Парашюты на деревьях», рассказывающий о действиях членов группы, в том числе и радистки Анны Морозовой, на территории Восточной Пруссии.